# جامعة كيبيك في ريموسكي
جامعة كيبيك في ريموسكي هي جامعة عامة في كندا، تأسست عام 1969. تقع في مدن ريموسكي و ليفيس.

## إحصائيات
يبلغ عدد طلاب الجامعة 5430 طالب، منهم 810 طالب دراسات عليا.